# 金山鎮
金山鎮（きんざん-ちん）は遼寧省丹東市元宝区に位置する鎮。旧称は蝦蟆塘鎮（蛤蟆塘鎮）であり、2006年3月6日に遼寧省人民政府を通じて正式に金山鎮に改称された。近年の大幅な経済発展により教育や物流の拠点となっている。かつて日露戦争では蝦蟆塘の戦いの戦場となった。

## 行政区画
7村を管轄する。
- 山城村、古城村、奶場村、黒溝村、偏坎村、石橋村、炮守営村

## 教育
- 丹東紡織高等専科学校
- 丹東師範専科学校

## 交通
- 瀋丹線 - 蛤蟆塘駅